# ReliXIV
ReliXIV è un album della band thrash metal Overkill, pubblicato nel 2005 dalla Spitfire Records.

## Tracce
1. Within Your Eyes – 6:06
2. Love – 5:40
3. Loaded Rack –  4:43
4. Bats in the Belfry –  4:47
5. A Pound of Flesh –  3:37
6. Keeper –  5:12
7. Wheelz –  5:10
8. The Mark –  5:54
9. Play the Ace –  5:34
10. Old School –  3:51

## Formazione
- Bobby Ellsworth – voce
- D.D. Verni – basso
- Dave Linsk – chitarra
- Derek Tailer – chitarra
- Tim Mallare – batteria